# Кикалашвили, Пётр Арчилович
Пётр Арчилович Кикалашвили (1922 год, село Лаше, Шорапанский уезд, Кутаисская губерния, ССР Грузия — неизвестно, село Лаше, Харагаульский район, Грузинская ССР) — звеньевой колхоза «Имеди» Орджоникидзевского района, Грузинская ССР. Герой Социалистического Труда (1949).

## Биография
Родился в 1922 году в крестьянской семье в селе Лаше Шорапанского уезда (сегодня — Харагаульский муниципалитет). После окончания сельской школы в местном колхозе до призыва в 1941 году в Красную Армию по мобилизации. Участвовал в Великой Отечественной войне. Воевал в составе 215-го стрелкового полка 179-й стрелковой дивизии. В июле 1942 года получил ранение и после излечения в госпитале демобилизовался в октябре этого же года.
После возвращения на родину продолжил трудиться в колхозе «Имеди» Орджоникидзевского района, председателем которого был Варлам Самсонович Квирикашвили. В послевоенное время был назначен звеньевым виноградарей.
В 1948 году звено под его руководством собрало в среднем с каждого гектара по 77,3 центнера винограда шампанских вин на участке площадью 3 гектара. Указом Президиума Верховного Совета СССР от 9 августа 1949 года удостоен звания Героя Социалистического Труда за «получение высоких урожаев винограда в 1948 году» с вручением ордена Ленина и золотой медали «Серп и Молот» (№ 4406).
Этим же Указом званием Героя Социалистического Труда был также награждён труженик колхоза имени «Имеди» Владимир Гуласпович Девдариани.
За выдающиеся трудовые достижения по итогам работы 1949 года награждён вторым Орденом Ленина.
Проживал в селе Лаше Орджоникидзевского района (сегодня — Харагаульский муниципалитет). Дата смерти не установлена.
Награды
- Герой Социалистического Труда
- Орден Ленина — дважды (1949; 05.09.1950)